# C metró (New York)
A New York-i C metró az IND Nyolcadik sugárút vonalcsoport egy tagja (a másik kettő az A és az E). A C éjszaka kivételével egész nap közlekedik. Azon kevés vonalak egyike, amely teljesen a föld alatt halad. Éjszaka az A áll meg a C állomásain. Járatsűrűsége csúcsidőben és napközben 8-10 perc, este 12 perc.

## Történet
A C és a CC vonalakat 1933. július 1-én nyitották meg. Ekkor a CC lassújáratként közlekedett a Bedfork Park Boulevard és a Hudson Terminal között, míg a C expresszként a 205. utca és a Bergen Street között.
1940. december 15-én az IND Hatodik sugárút vonalcsoportjának első tagja, a D megkezdte működését, ennek következményeként a CC már csak a csúcsidőben és szombaton közlekedett. 1944. október 10-től a C már nem közlekedett szombatonként az A vonal meghosszabbítása miatt. 1949. október 24-én a C megszűnt, helyét a CC vette át, amelynek így a déli végállomása a Broadway - Lafayette lett.
1985 májusában megszüntették a kétbetűs vonalakat, melynek következtében a CC vonalból C vonal lett. 1988 májusában megszűnt a K vonal, melynek következményeként a C már éjszaka kivételével egész nap közlekedett.
1992. október 23-án a C a Rockaway Parktól az Euclid Avenueig közlekedett, majd 1998. március 1-én már a 168. utca lett az északi végállomása.
2001. szeptember 11.-e után a vonal működését leállították; ingajáratok közlekedtek a Canal Street és az Euclid Avenue között összevonva az A vonallal, egészen 2001. szeptember 24-ig.

## Útvonalak
| Útvonal                      | Jelleg | Időszak                   |
| ---------------------------- | ------ | ------------------------- |
| 168th Street - Euclid Avenue | lassú  | Egész nap, kivéve éjszaka |

## Állomások
|                    | Állomás                                | Átszállási kapcsolatok (metró) | Megjegyzés                                             |
| ------------------ | -------------------------------------- | ------------------------------ | ------------------------------------------------------ |
| Manhattan          |                                        |                                |                                                        |
|                    | 168th Street                           |                                |                                                        |
|                    | 163rd Street - Amsterdam Avenue        |                                |                                                        |
|                    | 155th Street                           |                                |                                                        |
|                    | 145th Street                           |                                |                                                        |
|                    | 135th Street                           |                                |                                                        |
|                    | 125th Street                           |                                | M60-as autóbusz a LaGuardia repülőtér felé             |
|                    | 116th Street                           |                                |                                                        |
|                    | Cathedral Parkway - 110th Street       |                                |                                                        |
|                    | 103rd Street                           |                                |                                                        |
|                    | 96th Street                            |                                |                                                        |
|                    | 86th Street                            |                                |                                                        |
|                    | 81st Street - Musum of Natural History |                                |                                                        |
|                    | 72nd Street                            |                                |                                                        |
|                    | 59th Street - Columbus Circle          |                                |                                                        |
|                    | 50th Street                            |                                | Mozgáskorlátozott megközelíthetőség kizárólag dél felé |
|                    | 42nd Street - Port Authority           |                                | Port Authority Bus Terminal                            |
|                    | 34th Street - Penn Station             |                                | Amtrak, LIRR, New Jersey Transit                       |
|                    | 23rd Street                            |                                |                                                        |
|                    | 14th Street                            |                                |                                                        |
|                    | West 4th Street - Washington Square    |                                | 9th Street (PATH állomás)                              |
|                    | Spring Street                          |                                |                                                        |
|                    | Canal Street                           |                                |                                                        |
|                    | Chambers Street                        |                                | World Trade Center (PATH állomás)                      |
|                    | Broadway - Nassau Street               |                                |                                                        |
| Manhattan Brooklyn |                                        |                                |                                                        |
|                    | High Street - Brooklyn Bridge          |                                | Brooklyn Bridge                                        |
|                    | Jay Street - Borough Hall              |                                |                                                        |
|                    | Lafayette Avenue                       |                                |                                                        |
|                    | Clinton-Washington Avenues             |                                |                                                        |
|                    | Franklin Avenue                        |                                |                                                        |
|                    | Nostrand Avenue                        |                                |                                                        |
|                    | Kingston-Throop Avenues                |                                |                                                        |
|                    | Utica Avenue                           |                                |                                                        |
|                    | Ralph Avenue                           |                                |                                                        |
|                    | Rockaway Avenue                        |                                |                                                        |
|                    | Broadway Junction                      |                                |                                                        |
|                    | Liberty Avenue                         |                                |                                                        |
|                    | Van Sicien Avenue                      |                                |                                                        |
|                    | Shepherd Avenue                        |                                |                                                        |
|                    | Euclied Avenue                         |                                |                                                        |
| Brooklyn           |                                        |                                |                                                        |

| Jelmagyarázat | Jelmagyarázat             |
| ------------- | ------------------------- |
|               | Egész nap, kivéve éjszaka |

## Fordítás
- Ez a szócikk részben vagy egészben  a   C (New York City Subway service) című angol Wikipédia-szócikk fordításán alapul.  Az eredeti cikk szerkesztőit annak laptörténete sorolja fel. Ez a jelzés csupán a megfogalmazás eredetét és a szerzői jogokat jelzi, nem szolgál a cikkben szereplő információk forrásmegjelöléseként.

## Külső hivatkozások
- MTA New York City Transit
- Az A vonal menetrendje
- A C vonal menetrendje